# カール・ウルフ

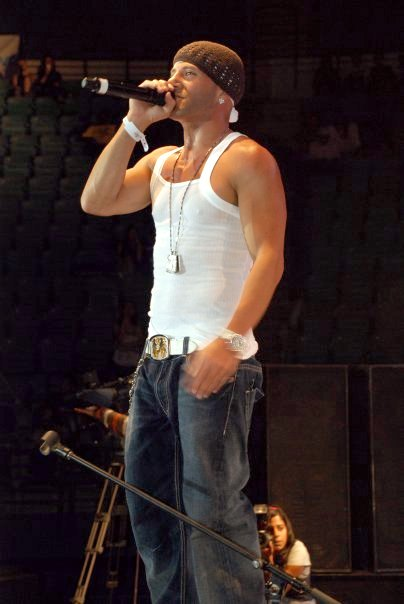
カール・ウルフ

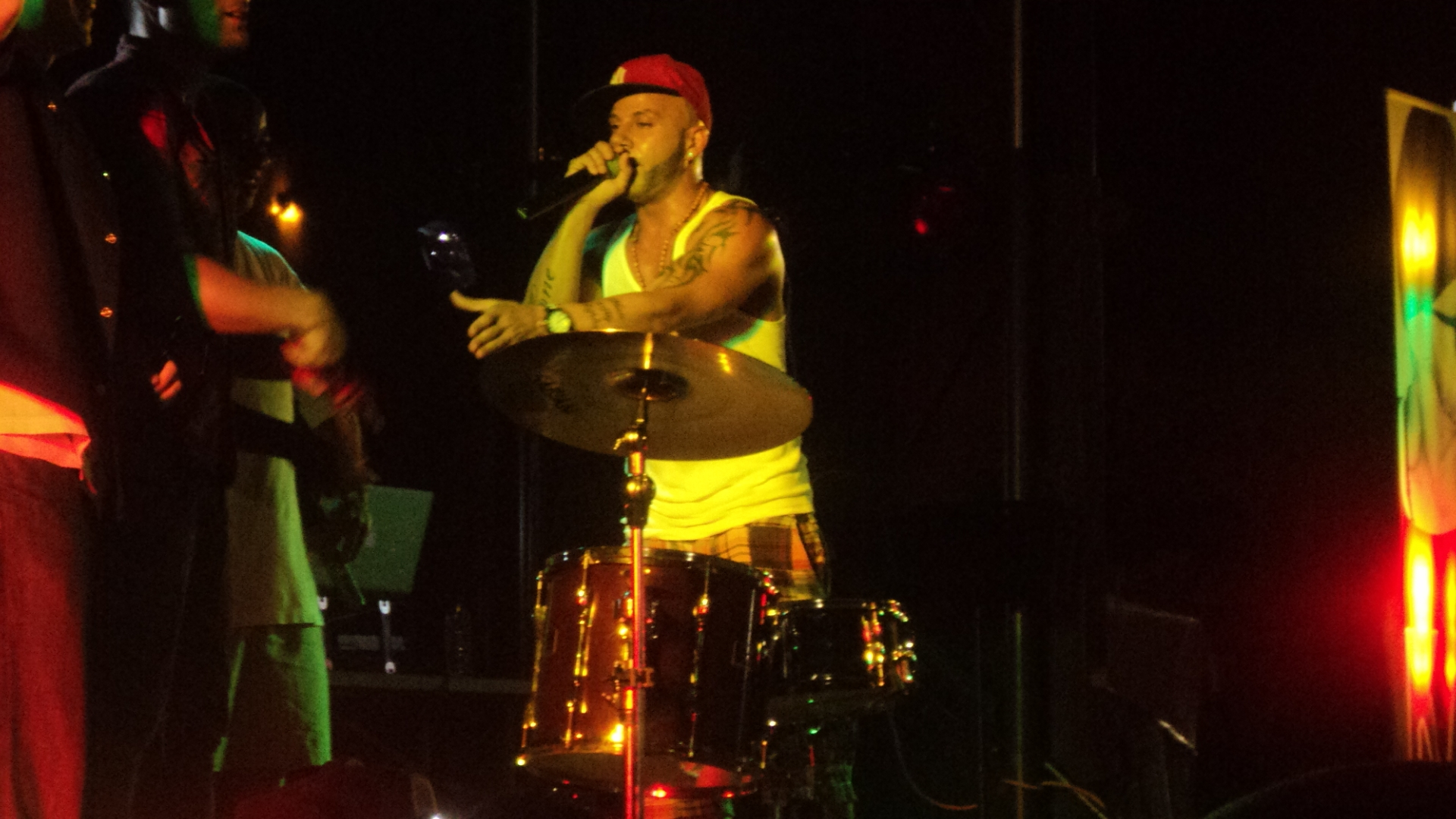
カール・ウルフ

カール・ウルフ（Karl Wolf, 1979年4月18日 - ）は、レバノン共和国ベイルート出身でドバイ育ちのシンガーソングライター。　

## 来歴
20歳の時カナダに移住し、プロデューサー・コンポーザーとして活動を開始した。2006年、ファーストアルバム「Face Behind The Face」でソロデビュー。
2008年、セカンドアルバム「BITE BULLET」より「Africa」が大ヒットし世界進出を図る。この「Africa」は、1982年にアメリカのロックバンド・TOTOが発売したアルバム「TOTO IV」に収録されている曲をサンプリングしたものである。　